# Shingo Suzuki
Shingo Suzuki (鈴木 慎吾, Suzuki Shingo) est un footballeur japonais né le 20 mars 1978. Il évolue au poste de milieu de terrain.

## Palmarès
- Vainqueur de la Coupe du Japon en 2002 avec le Kyoto Sanga
- Finaliste de la Coupe du Japon en 2011 avec le Kyoto Sanga
- Vainqueur de la Coupe de la Ligue japonaise en 2008 avec l'Oita Trinita